# San Emilio
San Emilio est une municipalité de 4e classe située dans la province d'Ilocos Sur aux Philippines. Selon le recensement de 2010 elle est peuplée de 7 427 habitants.

## Barangays
San Emilio est divisée en 8 barangays.
- Cabaroan (Poblacion)
- Kalumsing
- Lancuas
- Matibuey
- Paltoc
- Sibsibbu
- Tiagan
- San Miliano